# Dongtan-dong
Dongtan-dong (koreanska: 동탄동)  är en stadsdel i kommunen Hwaseong i provinsen Gyeonggi i den nordvästra delen av Sydkorea,  40 km söder om huvudstaden Seoul. Stadsdelen består till större delen av bostadsområdena Dongtan New Town 1 och Dongtan New Town 2 som är byggda enligt principerna för en planerad stad. Dongtan-dong inrättades formellt 2007 genom en utbrytning från socknen Dongtan-myeon och har därefter utökats 2015 och 2018. Dongtan-myeon upphörde 2018.

## Indelning
Administrativt är Dongtan-dong indelat i:
| Namn    | Namn                 | Yta i km² | Invånare 31 dec 2019 |
| ------- | -------------------- | --------- | -------------------- |
| 동탄1동 | Dongtan 1(il)-dong   | 5,10      | 51 201               |
| 동탄2동 | Dongtan 2(i)-dong    | 2,15      | 35 975               |
| 동탄3동 | Dongtan 3(sam)-dong  | 2,06      | 42 146               |
| 동탄4동 | Dongtan 4(sa)-dong   | 4,24      | 53 812               |
| 동탄5동 | Dongtan 5(o)-dong    | 11,41     | 37 486               |
| 동탄6동 | Dongtan 6(yuk)-dong  | 9,49      | 29 193               |
| 동탄7동 | Dongtan 7(chil)-dong | 14,68     | 72 798               |
| 동탄8동 | Dongtan 8(pal)-dong  | 6,54      | 20 534               |